# Giaura triangularis
Giaura triangularis är en fjärilsart som beskrevs av George Francis Hampson 1894. Giaura triangularis ingår i släktet Giaura och familjen trågspinnare. Inga underarter finns listade i Catalogue of Life.